# Labasheeda
Labasheeda (en irlandais : Leaba Shíoda, lit de soie) est un village du comté de Clare, en Irlande. Il se situe sur la rive nord du Shannon.

## Géographie
Le village se trouve dans une « échancrure » de l'estuaire du Shannon.
Il relève de la paroisse civile de Killofin, dans la baronnie de Clonderalaw.
Killofin fait aujourd'hui partie de la paroisse catholique de Kilmurry McMahon, dans le diocèse catholique romain de Killaloe.
L'église St Ciarán se trouve à Labasheeda.
En 1841, 606 habitants occupaient 108 maisons.

## Sports
La Gaelic Athletic Association, équipe locale de football gaëlique, se nomme les Shannon Gaels  tandis que le club d'athlétisme s'appelle St Marys AC.

## Personnalités locales
- Dan Furey - professeur de danse et violoniste ;
- Daniel Gallery - conseiller municipal de Montréal, député libéral et whip du Canada.